# Nassaulaan 54 (Baarn)
De villa aan de Nassaulaan 54 is een gemeentelijk monument in Baarn in de provincie Utrecht. De villa staat in de Transvaalwijk.
Het huis aan de Nassaulaan heeft aan de linkerzijde een topgevel met overstekend dak. De vensters zijn allemaal voorzien van luiken. De voordeur bevindt zich in het rechter deel van het huis dat verder gedecoreerd is met lisenen en sierstenen.